# Fjodor Akimenko
Fjodor Stepanowitsch Akimenko (russisch Фёдор Степанович Акименко, wiss. Transliteration Fëdor Stepanovič Akimenko; * 8. Februarjul. / 20. Februar 1876greg. in Charkiw, Russisches Kaiserreich; † 8. Januar 1945 in Paris) war ein russisch-ukrainischer Komponist, Pianist und Musikpädagoge.

## Leben und Wirken
Akimenko war von 1886 bis 1895 Schüler von Mili Balakirew in der Petersburger Hofsängerkapelle. Von 1895 bis 1900 studierte er am Sankt Petersburger Konservatorium Komposition bei Nikolai Rimski-Korsakow, Anatoli Ljadow und Jāzeps Vītols.
Für einige Zeit wirkte er selbst als Lehrer an der Hofsängerkapelle und gehörte zum Beljajew-Kreis, einer Gruppe junger Komponisten. Von 1901 bis 1903 war er als Direktor am späteren Konservatorium Tiflis tätig, von 1903 bis 1906 lebte Akimenko in Frankreich, bevor er nach Charkiw in der Ukraine zurückkehrte. Von 1915 bis 1923 unterrichtete er am Sankt Petersburger Konservatorium. 1929 siedelte er nach Paris um.
Als Komponist schuf er die Oper Feja snegow (die Schneekönigin, 1914), ein Ballett, mehrere Orchesterwerke und Kammermusik, darunter eine Cellosonate, ein Streichtrio und zwei Violinsonaten. Darüber hinaus schuf er Klavierwerke, Lieder und Chöre.
Akimenko war der erste Kompositionslehrer Igor Strawinskys.